# Barbourula kalimantanensis
A Barbourula kalimantanensis a kétéltűek (Amphibia) osztályába a békák (Anura) rendjébe és az unkafélék (Bombinatoridae) családjába tartozó faj.
1978-ban egyetlen példány alapján írták le, de a kutatók csak 2008-ban állapították meg, hogy az állatnak egyáltalán nincs tüdeje.

## Előfordulása
Indonéziához tartozó Borneó szigetén honos. A természetes élőhelye, trópusi nedves síkvidéki erdők hideg patakjainak környéke.

## Megjelenése
Testhossza 7 centiméter. Az áramvonalas, szokatlanul lapos állat színe fekete-barna pettyes (általában a barna az alapszín). Szeme üvegszerűnek tűnik.

## Életmódja
Kifejlett korában is képes a bőrön át is lélegezni, ezt lapos testével és a gyors folyású, hideg víz nagyobb oxigén tartalmával magyarázzák. Mivel az állat testének közegellenállása jóval kisebb, mint már békafajoké, árral szemben is képes úszni.

## Külső hivatkozás
- Képek az interneten a fajról